# Terremoto de las Islas Salomón de 2010
El terremoto de las Islas Salomón de 2010 fueron una serie de sismos grandes ocurridos en las Islas Salomón, a las 22:36:30 (UTC) del 3 de enero de 2010, con una magnitud de 7,2 M w, resultando en un tsunami. El terremoto de magnitud 7,2 fue la mayor en una serie de nueve terremotos, cada uno de ellos mide más de 5,0 M w de potencia en las Islas Salomón en los días anteriores. Un segundo terremoto de 6,5 también atacaron el área justo dos horas antes del temblor de 7,2.
Como mucho han quedado más de 1000 personas han quedado sin hogar en la isla de Rendova después del terremoto y el tsunami destruyó aproximadamente 200 casas.